# Lista dos prefeitos de Ourinhos
Em 1915, Ourinhos, tornou-se Distrito de Paz subordinado a Salto Grande. No mesmo ano, criou-se (pelo Decreto-lei Estadual n.º 21.282) o Distrito de Paz de Ourinhos, com a nomeação do juiz de paz Afonso Salgueiro, que tinha como função tomar as providências legais e administrativas para realizar as eleições e viabilizar a criação do município. Em 13 de dezembro de 1918 (pela Lei-Estadual n.º 1618), Ourinhos foi elevado a município. No dia 15 de janeiro de 1917, a Câmara Municipal escolheu o Dr. Américo Marinho de Azevedo como primeiro subprefeito de Ourinhos. Porém, ele pouco ocupou o cargo, renunciando no terceiro mês de mandato, ao se mudar para a capital. Seu substituto, Fernando Foschini, foi escolhido no dia 15 de janeiro de 1918, renunciando em agosto do mesmo ano e sendo substituído por Leordino de Giácomo.

## Galeria dos Prefeitos de Ourinhos
PREFEITOS DE OURINHOS: 
| Nome                                | Partido | Vice-prefeito                                                        | Início do mandato      | Fim do Mandato         | Observação |
| ----------------------------------- | ------- | -------------------------------------------------------------------- | ---------------------- | ---------------------- | --- |
| Eduardo Salgueiro                   | PRP     | José Antônio Rabello e Manoel Rodrigues Martins                      | 1919                   | 1921                   | O prefeito e o vice-prefeito José Antônio Rebello foram acusados do assassinato do ex-subprefeito Fernando Foschini. Ambos foram julgados e absolvidos em Santa Cruz do Rio Pardo. Após o fato, escolheu-se Manoel Rodrigues Martins como novo vice-prefeito. Pouco tempo após, o prefeito Eduardo Salgueiro renunciou ao cargo. |
| Benicio do Espírito Santo           |         | Antônio Leite                                                        | 1921                   | 1923                   | |
| Jacintho Ferreira de Sá             |         | Benicio do Espírito Santo                                            | 1923                   | 1925                   | |
| José Felipe do Amaral               |         | Antônio Abrahão Caram Filho                                          | 1925                   | 1926                   | |
| Dr. José Esteves Mano Filho         |         | Dr. Hermelino Agnes de Leão                                          | 1926                   | 1926                   | |
| José Galvão                         |         | José Felipe do Amaral                                                | 1926                   | 1930                   | |
| Dr. Hermelino Agnes de Leão         |         | Roberto Gonçalves Pereira                                            | 1930                   | 1930                   | |
| Rodopiano Leonis Pereira            |         | Aureliano Gama de Andrade                                            | 1931                   | 1931                   | |
| Theodureto Ferreira Gomes           |         | Roberto Borges Martins                                               | 1931                   | 1931                   | |
| José Felipe do Amaral               |         | João Batista Rezende                                                 | 1931                   | 1933                   | |
| Mario Grandi                        |         | Benedito Martins de Camargo                                          | 1933                   | 1933                   | |
| Benedito Martins de Camargo         |         | Dr. José Esteves Mano Filho                                          | 1934                   | 1937                   | Renunciou ao cargo |
| Dr. José Esteves Mano Filho         |         | Cargo vago                                                           | 1937                   | 1938                   | |
| Horácio Soares                      |         | Ricardo Carneiro                                                     | 6 de julho de 1938     | 2 de abril de 1941     | |
| José Felipe do Amaral               |         | Amílcar Vianna Martins Filho                                         | 2 de abril de 1941     | 2 de junho de 1941     | |
| Dr. Hermelino Agnes de Leão         |         | Ricardo Luiz Santiago                                                | 5 de novembro de 1941  | 9 de outubro de 1944   | |
| Adail Faria da Cunha                |         | Afonso Henriques Borges Ferreira                                     | 10 de outubro de 1944  | 8 de março de 1945     | Em comissão |
| Dr. Hermelino Agnes de Leão         |         | Jarbas Nogueira de Medeiros                                          | 9 de março de 1945     | 22 de novembro de 1945 | |
| Dr. Antonio Rocha Paes              |         | Edilson Lamartine Mendes                                             | 23 de novembro de 1945 | 2 de dezembro de 1945  | Nomeado |
| Mario Campos Pacheco                |         | Josaphat Macedo                                                      | 3 de dezembro de 1945  | 12 de março de 1946    | Nomeado |
| Alberto Bráz                        |         | Francisco de Oliveira Naves                                          | 27 de março de 1946    | 19 de março de 1947    | Nomeado |
| Olímpio Coelho Tupiná               |         | Adail Faria da Cunha                                                 | 20 de março de 1947    | 23 de março de 1947    | Substituído |
| Adail Faria da Cunha                |         | Domingos Camerlingo Caló                                             | 24 de março de 1947    | 1948                   | |
| Candido Barbosa Filho               |         | Helger Marra Lopes                                                   | 1948                   | 1951                   | |
| Domingos Camerlingo Caló            |         | Álvaro Franco de Camargo Aranha                                      | 1 de janeiro de 1952   | 1955                   | |
| José Maria Paschoalik               |         | Alberto Braz                                                         | 1956                   | 1958                   | |
| José del Ciel Filho                 |         | Roberto do Nascimento Rodrigues                                      | 4 de setembro de 1958  | 13 de outubro de 1958  | |
| José Maria Paschoalik               |         | Alberto Braz                                                         | 14 de outubro de 1958  | 1959                   | |
| Antõnio Luiz Ferreira               |         | Norival Vieira da Silva                                              | 1960                   | 1963                   | |
| Domingos Camerlingo Caló            |         | Osvaldo Egídio Brisola                                               | 1964                   | 31 de outubro de 1968  | |
| Dr. João Newton César               |         | Cargo vago                                                           | 1 de novembro de 1968  | 21 de novembro de 1968 | Prefeito interino |
| Domingos Camerlingo Caló            |         | Osvaldo Egídio Brisola                                               | 22 de novembro de 1968 | 31 de janeiro de 1969  | |
| Dr. Lauro Migliari                  | ARENA   | Engº. Mithuo Minami                                                  | 1 de fevereiro de 1969 | 2 de julho de 1969     | Cassado durante a Ditadura militar brasileira |
| Engº. Mithuo Minami                 | ARENA   | Cargo vago                                                           | 3 de julho de 1969     | 30 de janeiro de 1973  | Assumiu o cargo de prefeito, após o prefeito Lauro Migliari ser cassado |
| Prof. Rubens Bortolocci             | ARENA   | Nelson Migliari(ARENA)                                               | 31 de janeiro de 1973  | 31 de janeiro de 1977  | Prefeito eleito |
| Engº. Aldo Matachana                | ARENA   | Engº. Mithuo Minami                                                  | 1 de fevereiro de 1977 | 31 de janeiro de 1983  | Prefeito eleito |
| Espiridião Cury                     | MDB     | Dr. Clóvis Chiaradia                                                 | 1 de fevereiro de 1983 | 31 de dezembro de 1988 | Prefeito eleito |
| Dr. Clóvis Chiaradia                | MDB     | Engº. Toshio Missato                                                 | 1 de janeiro de 1989   | 31 de dezembro de 1992 | Prefeito eleito no pleito de 1988 |
| Claury Santos Alves da Silva        | PTB     | Engº. Aldo Matachana Thomé                                           | 1 de janeiro de 1993   | 31 de dezembro de 1996 | Prefeito eleito no pleito de 1992 |
| Engº. Toshio Missato                | PSDB    | Dr. Clóvis Chiaradia (PPS)                                           | 1 de janeiro de 1997   | 31 de dezembro de 2000 | Prefeito eleito no pleito de 1996. Foi afastado da prefeitura nos últimos meses de mandato, seu vice, Dr. Clóvis Chiaradia assumiu a prefeitura |
| Claudemir Ozório Alves da Silva     | PTB     | Dr. Gilberto Severino                                                | 1 de janeiro de 2001   | 31 de dezembro de 2004 | Prefeito eleito no pleito de 2000 |
| Engº. Toshio Missato                | PSDB    | Belkis Gonçalves Santos Fernandes(MDB)                               | 1 de janeiro de 2005   | 31 de dezembro de 2012 | Prefeito reeleito nos pleitos de 2004 e 2008 |
| Belkis Gonçalves Santos Fernandes   | MDB     | Dr. Gilberto Severino (PSDB)                                         | 1 de janeiro de 2013   | 31 de dezembro de 2016 | Prefeita eleita no pleito de 2012 |
| Lucas Pocay Alves da Silva          | PSD     | Dr. Ferreirrinha(PSD) (2017-2020), Lucas Suziki(PSD) (2021-presente) | 1 de janeiro de 2017   | 31 de dezembro de 2024 | Prefeito eleito no pleito de 2016 e reeleito em 2020 |
| Guilherme Andrew Gonçalves da Silva | Podemos | Alexandre Araujo Dauage                                              | 1 de janeiro de 2025   | Presente               | Prefeito eleito no pleito de 2024 |